# Tour Atlas
Der Tour Atlas (deutsch Atlas-Turm) auch bekannt als Tour de Droixhe oder unter seiner Adresse 2 Avenue de Lille, ist ein Wohnturm in der belgischen Stadt Lüttich, Hauptstadt der gleichnamigen Provinz. Der Turm befindet sich in unmittelbarer Nähe zur Maas.
Die Bauarbeiten an dem Turm wurden 1978 vollendet. Nach seiner Fertigstellung war das Gebäude mit seinen 87 Metern, die sich auf 29 Etagen verteilen, das höchste Gebäude der Stadt und der Region und zählte des Weiteren zu den höchsten Gebäuden des Landes. Diesen Titel verlor es aber Ende 2014 an den Tour des Finances de Liège in der Innenstadt von Lüttich.
Der Turm dient ausschließlich als Wohnturm.